# جگرواش‌های تله‌گذار
جگرواش‌های تله‌گذار (نام علمی: Colura) نام یک سرده از division جگرواشان است.